# NGC 477
NGC 477 è una galassia a spirale situata nella costellazione di Andromeda a una distanza di 250 milioni di anni luce dalla Terra.
Fu scoperta il 18 ottobre 1786 da William Herschel.
In questa galassia è stata osservata la supernova SN 2002jy (di tipo Ia, mag. 16.3).